# Arbonne-la-Forêt
Arbonne-la-Forêt là một xã ở tỉnh Seine-et-Marne, thuộc vùng Île-de-France ở miền bắc nước Pháp.

## Dân số
Người dân ở đây được gọi là Arbonnais.